# Абросимовці
Абро́симовці (рос. Абросимовцы) — присілок у складі Слободського району Кіровської області, Росія. Входить до складу Шестаковського сільського поселення.
Населення становить 1 особа (2010).